# تا ده بشمار
تا ده بشمار عنوان یک فیلم سینمایی در ژانر درام به کارگردانی فرید ولی‌زاده است.
است.
فیلمنامه این فیلم درارتباط با چند ساعت از زندگی یک زوج با اختلاف سنی زیاد با بازی منوچهر زنده‌دل وغزال نظر است است که چالشی ماراتن وار را پشت سر می‌گذارند. فیلم تا ده بشمار با نام انگلسییCount TO 10 تا به امروز در چندین فستیوال بین‌المللی شرکت کرده و تا به امروز در جشنواره بین‌المللی با نامزدی در چند رشته به نمایش درآمده است. این فیلم ابتدای پاییزسال۱۴۰۰ درسینماهای ایران به نمایش درآمد.

## قصه فیلم
قصه این فیلم روایتگر چالش زن و شوهری با اختلاف سنی زیاد است که تصمیم می گیرنددر مسابقه ای ماراتن وار و تا شمارش ۱۰ تاجایی پیاده‌رویی کنند که یکی از آنها بیهوش شود و دیگری تصمیم و شرط عجیب را به بازنده تحمیل نمایدکه هر چه باشد می‌بایست انجام دهد.